# Morte a Venezia (film)
(Tagline dell'edizione DVD)
Morte a Venezia è un film drammatico del 1971 diretto da Luchino Visconti, tratto dal romanzo La morte a Venezia dello scrittore tedesco Thomas Mann. Presentato in concorso al 24º Festival di Cannes, grazie al quale Visconti vinse un Premio speciale del venticinquesimo anniversario. È il secondo capitolo della "trilogia tedesca", di cui fanno parte anche La caduta degli dei (1969) e Ludwig (1973).

## Trama
Venezia, 1911, il compositore Gustav von Aschenbach si reca al Lido, all'Hotel des Bains, per un periodo di riposo al fine di riprendersi da una crisi cardiaca di cui aveva sofferto qualche tempo prima. Qui, il maturo protagonista resta colpito dalla bellezza efebica di un giovanissimo polacco, Tadzio, che frequenta la spiaggia dell'hotel. Se ne infatua, e l'innamoramento provoca nel suo animo una crisi profonda che lo porta da un lato a contrastare questo suo sentimento, dall'altro a volerlo assecondare vivendone tutte le emozioni.
Egli deciderà alla fine di rimanere silenziosamente accanto al ragazzo, limitandosi a osservarlo e a cercare di continuo di resistere alle sue emozioni a cui, però, cederà spesso, tanto da ricorrere alla tintura dei capelli e a un trucco pesante, presso un barbiere, nell'illusione di conservare una giovinezza ormai superata. Gustav non lascerà più Venezia, nonostante gli sia ormai chiaro che vi imperversa un'epidemia di colera; sempre più debole, trascorrerà i suoi ultimi momenti sulla spiaggia del Lido in contemplazione del suo amato.

## Produzione

### Cast
- Dirk Bogarde, Gustav von Aschenbach: molte sono state le influenze di Badalucco e Visconti nella trasposizione dell'opera di Mann. Prima di tutto sul protagonista del libro che è un letterato, ma viene trasformato in un musicista raffinato. La traccia seguita nel film, tuttavia, non è falsa: al contrario, Thomas Mann si era ispirato al musicista Gustav Mahler per creare il personaggio di von Aschenbach, ma aveva voluto celare questa sua ispirazione. Visconti e Badalucco in realtà riportano all'ispirazione originale le caratteristiche del personaggio.

I flashback dei ricordi di von Aschenbach, infatti, riprendono episodi mutuati dalla vita di Mahler come la giovane moglie e la morte della figlia e l'ambientazione in paesaggi alpini.
La stessa introduzione del personaggio di Alfred, con cui von Aschenbach intrattiene diversi dialoghi sull'arte e sulla psicologia, è introdotto volontariamente da Visconti e da Badalucco su ispirazione del personaggio di Adrian Leverkühn dell'ultimo romanzo di Mann, il Doctor Faustus. Si opera, quindi, una sorta di contaminazione tra due romanzi ma anche tra due visioni diverse dell'arte.
La stessa idea del finale in cui il volto di von Aschenbach viene solcato da rivoli neri dovuti alla finta coloritura dei capelli che si scioglie col sudore, riprende un episodio di Mahler raccontato da Mann riguardante un concerto tenuto in Germania.
La scelta sull'attore Bogarde non sembrò adatta agli inizi delle riprese, in quanto l'attore non si presentava fisicamente adeguato nella costruzione del personaggio, anche se adatto per altri aspetti, per cui si dovette ricorrere al trucco.
- Björn Andrésen, Tadzio: Visconti fece un viaggio in Norvegia e in Svezia per cercare il protagonista di Tadzio, visitando scuole e palestre. Qui incontrò l'attore Andresen, ma non si fermò nella sua ricerca. Alla fine la scelta ricadde su Andresen perché aveva una bellezza "mortuaria" che ricordava molto un "angelo della morte", così come riferiva il costumista e truccatore Tosi[4].
- Silvana Mangano, madre di Tadzio: all'inizio non era stata scelta per carenza di fondi. Fu contattata un'altra attrice che però, letta la sceneggiatura, rifiutò la parte poiché priva di battute, relegando, a suo giudizio, la madre di Tadzio a livello di una comparsa. La Mangano, saputolo, si offrì per il ruolo senza pretendere alcun compenso.

### Sceneggiatura

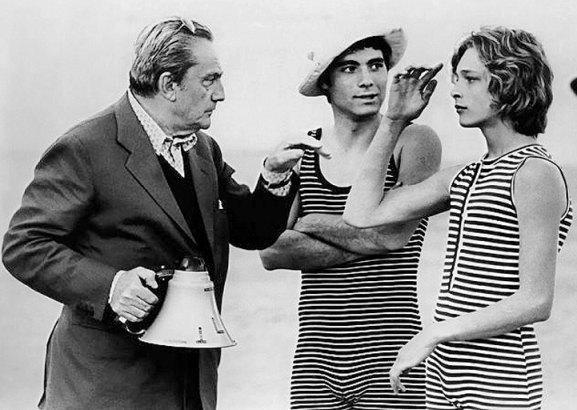
Visconti, Garfagnoli e Andrésen

Visconti aveva lavorato alla sceneggiatura del film con Nicola Badalucco che aveva già collaborato con lui a La caduta degli dei, co-sceneggiato con Enrico Medioli.
L'idea di Visconti di girare un film su questo romanzo di Mann era viva da tempo, come anche per altri registi dell'epoca, ma la letterarietà di un romanzo poco descrittivo e tutto vissuto su analisi introspettive e su una forte intimità del protagonista, rendevano l'impresa molto difficile perché non si presentava facilmente ad una messa in scena.
Badalucco, infatti, ammise che il lavoro di progettazione della sceneggiatura aveva richiesto oltre sei mesi per riuscire a fissare i punti principali della messa in scena e in questo lavoro furono diverse le modifiche e le aggiunte apportate all'opera di Mann
Visconti per tantissimi aspetti resta, invece, fedele al libro almeno per quei pochi richiami figurativi come ad esempio la scena dell'ascensore o il primo incontro.

#### Tematica omosessuale
L'opera di Visconti venne accusata di presentare in maniera troppo esplicita la tematica omosessuale di von Aschenbach, che invece nel romanzo rimane latente: l'autore si concentra più sul declino dell'artista che sull'amore per il ragazzo. Secondo Badalucco, questa caratteristica fu voluta perché Mann non aveva mai negato la tematica omosessuale, anzi, quando aveva presentato il proprio romanzo al suo editore descrisse chiaramente che si trattava di una storia d'amore di un artista senescente che si invaghisce di un adolescente.

### Riprese
Le riprese furono effettuate all'Hotel des Bains del Lido di Venezia, così come le scene esterne sulla spiaggia agli Alberoni, mentre le scene di flashback ambientate in Austria furono riprese sulle Dolomiti e in Trentino. La scena ambientata alla stazione fu girata allo scalo ferroviario di Trieste Campo Marzio.

## Colonna sonora
Le musiche del film sono per lo più tratte dal repertorio di Gustav Mahler, con Adagietto, ossia IV movimento della Quinta Sinfonia, con il primo movimento che è una marcia funebre (in tema con il film), e Sehr Langsam Misterioso, la quarta parte del II movimento della Terza. Visconti e Badalucco, nel loro percorso di progettazione del film, avevano scoperto che Mann in realtà si era ispirato a Mahler per il protagonista (non a caso si chiama Gustav); Badalucco racconta come, durante la stesura della sceneggiatura, i due ascoltassero spesso le musiche di Mahler per trarne ispirazione.
Vi sono comunque alcuni brani non afferenti al repertorio di Mahler:
- la Ninna Nanna di Modest Mussorgsky su testo di Ostrovskij, cantata senza accompagnamento musicale (da Masha Predit, cantante lirica russa incontrata per caso a Venezia[3]), che precede la morte di Gustav.
- Per Elisa di Beethoven, suonata al pianoforte in due scene.
- Chi vuole con le donne aver fortuna di Armando Gill del 1917, suonata e cantata da una piccola banda musicale nella veranda del Grand Hotel.
- La vedova allegra di Franz Lehár (il valzer e l'aria della Veljia).

## Riconoscimenti
- 1971 - David di Donatello
  - Migliore regista a Luchino Visconti
- 1972 - Nastro d'argento
  - Regista del miglior film a Luchino Visconti
  - Migliore attrice non protagonista a Silvana Mangano
  - Migliore fotografia a Pasqualino De Santis
  - Migliori costumi a Piero Tosi
  - Candidatura Migliore attore non protagonista a Romolo Valli
- 1971 - Globo d'oro
  - Miglior film a Luchino Visconti
- 1971 - Festival di Cannes
  - Premio speciale del 25º Anniversario a Luchino Visconti
  - Candidatura Palma d'oro a Luchino Visconti

- 1972 - Premio Oscar
  - Candidatura Migliori costumi a Piero Tosi
- 1972 - Premio BAFTA
  - Migliore fotografia a Pasqualino De Santis
  - Migliore scenografia a Ferdinando Scarfiotti
  - Migliore colonna sonora a Vittorio Trentino e Giuseppe Muratori
  - Migliori costumi a Piero Tosi
  - Candidatura Miglior film
  - Candidatura Migliore regia a Luchino Visconti
  - Candidatura Miglior attore protagonista a Dirk Bogarde

## Documentario
- Visconti girò un documentario riguardante la ricerca dell'attore per il ruolo di Tadzio dal titolo Alla ricerca di Tadzio (1970).

## Manifesti e locandine
- Fabio Rieti, pittore, si occupò dei manifesti e delle locandine.

## Curiosità
- Ai provini per la scelta del ruolo di Tadzio, oltre all'attore svedese Björn Andrésen poi scelto dalla produzione, c'erano anche un certo Rosalino Cellamare in arte Ron e Bruno Canzian in arte Red Canzian.
- Nel secondo volume della sua autobiografia, Snakes and Ladders, Dirk Bogarde racconta come la troupe di Visconti creò per lui il pallore cadaverico per la scena finale del film, dove il suo personaggio muore sulla spiaggia. Il reparto trucco cercò varie soluzioni utilizzando pitture e creme, nessuna delle quali soddisfacente. Quando una crema dal risultato accettabile venne infine trovata e la scena poté girarsi, Bogarde ricordò che il viso iniziò a bruciargli terribilmente. Il tubetto della crema venne rinvenuto e si scoprì che vi era scritto "tenere lontano dagli occhi e dalla pelle": il regista aveva ignorato l'avvertenza decidendo di testare la crema su alcuni membri della troupe, prima di dare finalmente il via libera per applicarla a Bogarde.
- In un altro volume delle sue memorie, An Orderly Man, Dirk Bogarde riferì che, dopo il completamento del film, esso venne proiettato in anteprima a Los Angeles per gli attori e la produzione da Visconti, e che la dirigenza della Warner Bros. voleva cancellare il progetto per paura che negli Stati Uniti la pellicola venisse proibita per oscenità a causa della tematica omosessuale trattata. La dirigenza cambiò idea quando Morte a Venezia venne proiettato a Londra, alla presenza della regina Elisabetta II e della principessa Anna, non suscitando alcuna polemica.